# 吳玉榮
吳玉榮（1440年—？），字世重，福建興化府莆田縣人，鹽籍。明朝政治人物。進士出身。

## 生平
成化四年（1468年）戊子科福建鄉試七十一名。成化八年（1472年）壬辰科會試第七十八名，殿試登進士第三甲第一百五十六名。

## 家族
曾祖父吳國付。祖父吳文傑。父亲吳止敬。